# 池田村 (岡山県浅口郡)
池田村（いけだむら）は、岡山県浅口郡にあった村。現在の倉敷市の一部にあたる。

## 地理
高梁川河口右岸の北方に位置していた。

## 歴史
- 1889年（明治22年）6月1日、町村制の施行により、浅口郡八島村、道越村が合併して村制施行し、池田村が発足[1][2]。旧村名を継承した八島、道越の2大字を編成[2]。
- 1903年（明治36年）12月1日、浅口郡水口村と合併し富田村を新設して廃止された[1][2]。合併後、富田村大字八島・道越となる[2]。

## 産業
- 農業[2]